# Otto Neumann (Jurist)
Otto Gottlieb Wilhelm Neumann (* 6. September 1884 auf Burg Osterode, Ostpreußen; † 26. November 1969 in Bad Pyrmont) war ein deutscher Militärrichter.

## Leben
Otto Neumann wurde 1884 im Schloss Osterode in Ostpreußen als Sohn von Louis und Anna Neumann geboren. Sein jüngerer Bruder war der Generalleutnant Friedrich Wilhelm Neumann. 1903 begann Neumann ein Jurastudium an der Ludwig-Maximilians-Universität München und wurde Mitglied der Münchener Burschenschaft Cimbria. Anschließend verbrachte er drei Semester an der Albertus-Universität Königsberg und legte dort beide Staatsexamen ab. In dieser Zeit war er Verkehrsgast der Königsberger Burschenschaft Germania. 1909 wurde er Leutnant der Reserve und 1913 Kriegsgerichtsrat. Im Ersten Weltkrieg wurde er mit dem Eisernen Kreuz I. und II. Klasse ausgezeichnet. Nach Ende des Krieges trat er 1918 in die Reichsfinanzverwaltung über. 1922 wurde er von der Schlesischen Friedrich-Wilhelms-Universität über die Actio libera in causa promoviert. 
Nach der nationalsozialistischen Machtergreifung kam Neumann als Leiter des Finanzamtes in Königsberg (Preußen) mit dem Regime in Konflikt, als ihm die Nichtbeförderungen von Parteigenossen angelastet wurde. Daraufhin wechselte er zur 1934 wiedereingerichteten Militärgerichtsbarkeit. 1935 trat er aus seiner Burschenschaft Cimbria aus, nachdem deren Aktive geschlossen der SA beigetreten waren. Er wurde daraufhin Ehrenmitglied der Königsberger Burschenschaft Germania. Später wurde er auch wieder Mitglied der Cimbria. Von 1927 bis 1936 war er Vorsitzender der Königsberger Vereinigung Alter Burschenschafter. 1955 wurde er außerdem noch Mitglied der Burschenschaft Normannia Leipzig (später zu Marburg).
Vom 1. Oktober 1936 bis zum 30. September 1942 war er oberster Heeresrichter. 1937 wurde er zum Chef des Heeresjustizwesens und Chef der Heeresrechtsabteilung im Allgemeinen Heeresamt (Ersatzheer) ernannt und am 1. Februar 1938 zum Ministerialdirigenten befördert. Als Chef des Heeresjustizwesens war er „Fachvorgesetzter aller Justizbeamten des Feld- und Ersatzheeres und ihr Dienststrafvorgesetzter“. Neumann ließ kriegsgerichtliche Verfahren gegen Soldaten einleiten, die sich an Ausschreitungen der Kristallnacht im November 1938 beteiligt hatten. Ab 1. Oktober 1942 war Neumann zum Reichskriegsgericht abkommandiert, sein Nachfolger als Chef des Heeresjustizwesens wurde Karl Sack. Neumann wurde 1943 Präsident des Ersten Senates des Reichskriegsgerichtes. Aufgrund seiner Amtsführung galt er als politisch unzuverlässig. Nachdem am 1. Mai 1944 die Militärrichter ihren Beamtenstatus verloren und zu „Offizieren im Truppensonderdienst“ erklärt wurden, bekleidete Neumann fortan den Rang eines Generalstabsrichters, bis er, „lästig geworden“, von Wilhelm Keitel, Chef des Oberkommandos der Wehrmacht, wenig später entlassen wurde. Das Kriegsende erlebte er in der Nähe von Passau, wo er in amerikanische Kriegsgefangenschaft geriet. Als Kriegsverbrecher beschuldigt wurde er an die Franzosen ausgeliefert und bis zu seiner Rehabilitierung 1949 inhaftiert, zuletzt in Rastatt. Zwischenzeitlich war er Zeuge in Verfahren gegen prominente Nationalsozialisten bei den Nürnberger Prozessen.
Danach lebte er bis zu seinem Tod 1969 in Bad Pyrmont.

## Auszeichnungen
- Eisernes Kreuz (1914) II. und I. Klasse
- Kriegsverdienstkreuz (1939) II. Klasse und II. Klasse mit Schwertern
- Orden der Heiligen Krone, Kommandeurkreuz I. Klasse mit Kriegsdekoration und Schwertern